# Malá Losenice
Malá Losenice település Csehországban, a Žďár nad Sázavou-i járásban. Malá Losenice Přibyslav, Modlíkov, Vepřová és Velká Losenice településekkel határos. Lakosainak száma 272 fő (2024. január 1.).

## Népesség
A település lakosságának változását az alábbi diagram mutatja:
| Lakosok száma | 541  | 567  | 526  | 389  | 349  | 255  | 274  | 275  | 258  | 272  |
|               | 1869 | 1900 | 1921 | 1961 | 1980 | 2011 | 2016 | 2019 | 2021 | 2024 |